# فريدريك هاميلتون مارس
فريدريك هاميلتون مارس (بالإنجليزية: Fred March)‏ هو عسكري أسترالي، ولد في 6 أغسطس 1891 في Bowning ‏ في أستراليا، وتوفي في 30 أكتوبر 1977 في الخرطوم في السودان.